# Ситовка (Липецкая область)
Си́товка — село Липецкого района Липецкой области России. Входит в состав Введенского сельсовета.

## Название
В документах 1627—1628 годов упоминается как починок Си́тов.
Название от диалектного слова ситник — камыш, сита — куга.

## География
Расположено на правом берегу реки Воронеж.

## История
Возникла в начале 1620-х годов. Владение князя А. Н. Трубецкого.

## Население
| 2010 | 2012  |
| ---- | ----- |
| 1258 | ↗1392 |

## Инфраструктура
Личное подсобное хозяйство с зоной сельскохозяйственного использования, индивидуальная застройка усадебного типа.
Основа экономики — сельское хозяйство.

## Транспорт
Деревня доступна автотранспортом. Автобусное сообщение с райцентром. Остановки общественного транспорта «Ситовка-1», «Ситовка-2».